# Airbus A300
Az Airbus A300 nemzetközi kooperációban készülő közepes utasszállító repülőgép, az Airbus Industries első gyártmánya, a világ első két hajtóműves szélestörzsű repülőgépe. Hagyományos aerodinamikai elrendezésű, alsószárnyas konstrukció. Érdekessége, hogy akkoriban új technikával készítették a repülőgép szárnyának borítását. A tömeg csökkentésére és a szilárdság növelése érdekében a több mint 15 m széles szerkezetet egyetlen darabból készítették sajtolással, majd forgácsolással. Rövidített változata az Airbus A310. Gyártását 2007-ben szüntették be.

## Jellemzői
Tervezése során a kor legújabb technológiai vívmányait használták fel, közülük néhányat eredetileg a Concorde-nál alkalmaztak. 1974-es szolgálatba állásakor az egyik legfejlettebb utasszállító repülőgép volt.
Néhány technológiai újítás:
- gazdaságosabb üzemet lehetővé tevő szuperkritikus szárnyprofil
- szárnyak végén törővég található
- aerodinamikailag jobb kormányrendszer
- 5,64 méter átmérőjű törzs, amelyben egymás mellett elfér nyolc ülés vagy két LD3 raklap
- szélnyírás elleni védelem
- modern robotpilóta, mely az emelkedéstől a leszállásig képes vezetni a repülőgépet
- elektromosan vezérelt fékek
- a repülőgép nem igényel fedélzeti mérnököt
- kompozit anyagok használata

Ezek a jellemzők lehetővé tették, hogy a légitársaságok kiváltsák vele rövid és közepes hosszúságú útvonalakon a nagyobb három hajtóműves típusokat (McDonnell Douglas DC–10, Lockheed L–1011).

## Típusváltozatok

### A300B1
Mindössze két darab épült ebből a változatból, mindkettő prototípus volt. A második példányt a Trans European Airways (TEA) kibérelte 1974 novemberében, majd rögtön továbbkölcsönozte az Air Algérie társaságnak. Két General Electric CF6-50A (220 kN) volt az erőforrása, maximális tömege 132 t volt és legfeljebb 323 utast szállíthatott. Az eredeti tervek szerint a Rollys-Royce egy új hajtóművet fejlesztett volna hozzá, de erre költség okokból végül nem került sor.

## Üzemeltető légitársaságok
A típus változataiból összesen 561 darabot rendeltek meg és szállítottak le. Jelenleg 390 áll ténylegesen szolgálatban.
A szállítások évenkénti bontásban a következőképp néznek ki:
| 1974 | 1975 | 1976 | 1977 | 1978 | 1979 | 1980 | 1981 | 1982 | 1983 | 1984 | 1985 | 1986 | 1987 | 1988 | 1989 | 1990 |
| 4    | 8    | 13   | 15   | 15   | 26   | 39   | 38   | 46   | 19   | 19   | 16   | 10   | 11   | 17   | 24   | 19   |
| 1991 | 1992 | 1993 | 1994 | 1995 | 1996 | 1997 | 1998 | 1999 | 2000 | 2001 | 2002 | 2003 | 2004 | 2005 | 2006 | 2007 |
| 25   | 22   | 22   | 23   | 17   | 14   | 6    | 13   | 8    | 8    | 11   | 9    | 8    | 12   | 9    | 9    | 6    |

A típus főbb üzemeltetői:
- Air Contractors, 13 db
- China Eastern Airlines, 10 db
- FedEx, 71 db
- Iran Air, 14 db
- Mahan Air, 21 db
- MNG Airlines Cargo, 10 db
- Thai Airways International, 13 db
- United Parcel Service, 53 db

## Balesetek
- 2001. november 12.: Az American Airlines 587-es járata a felszállás után nem sokkal lezuhant, mert a függőleges vezérsík leszakadt a törzsről. A gépen tartózkodó 260 utas és további 5 ember a földön életét vesztette a balesetben.

## Tömeggyilkosság
- 1988. július 3-án, nem sokkal az irak–iráni háború befejezése előtt az Egyesült Államok Haditengerészete egy USS Vincennes nevű hajóról indított rakétával lelőtte az Iran Air 655-ös járatát. A polgári utasszállító repülőgép fedélzetén tartózkodó 290 személyből senki sem élte túl a szerencsétlenséget. Az USA hadereje ezután azt állította, hogy a Vincennes egy Irán által megtámadott kereskedelmi hajó védelmére sietett, amikor egy kereskedelmi légi folyosón kívül haladó repülőgép „támadó módban” a hajó felé kezdett ereszkedni – ez az állítás azonban utóbb minden tekintetben hamisnak bizonyult. Az elkövetett tömeggyilkosságért senkit sem vontak felelősségre, hanem épp ellenkezőleg: Az elkövetők közül többen kitüntetést kaptak.[2]

## Lásd még
- Airbus A310
- Airbus A330
- Airbus A340
- Airbus Beluga
- Boeing 767
- Ilyushin Il–86
- Lockheed L–1011 TriStar
- McDonnell Douglas DC–10